# Culex ellinorae
Culex ellinorae är en tvåvingeart som beskrevs av Ovazza, Hamon och Neri 1956. Culex ellinorae ingår i släktet Culex och familjen stickmyggor.
Artens utbredningsområde är Etiopien. Inga underarter finns listade i Catalogue of Life.